# American Music Award for Favorite Soul/R&B Female Artist
Die American Music Awards in der Kategorie Favorite Soul/R&B Female Artist werden seit 1974 verliehen. Die meisten Preise erhielten Beyoncé und Rihanna, die beide insgesamt sieben Mal ausgezeichnet wurden. Am häufigsten nominiert wurde Beyoncé mit 11 Stück.

## Übersicht

### 1970er
| Jahr | Künstler        | Ref |
| ---- | --------------- | --- |
| 1974 | Roberta Flack   |     |
| 1974 | Aretha Franklin |     |
| 1974 | Betty Wright    |     |
| 1975 | Diana Ross      |     |
| 1975 | Roberta Flack   |     |
| 1975 | Aretha Franklin |     |
| 1976 | Aretha Franklin |     |
| 1976 | Gwen McCrae     |     |
| 1976 | Minnie Riperton |     |
| 1977 | Aretha Franklin |     |
| 1977 | Natalie Cole    |     |
| 1977 | Diana Ross      |     |
| 1978 | Natalie Cole    |     |
| 1978 | Aretha Franklin |     |
| 1978 | Barry White     |     |
| 1979 | Natalie Cole    |     |
| 1979 | Roberta Flack   |     |
| 1979 | Donna Summer    |     |

### 1980er
| Jahr | Künstler        | Ref |
| ---- | --------------- | --- |
| 1980 | Donna Summer    |     |
| 1980 | Gloria Gaynor   |     |
| 1980 | Stephanie Mills |     |
| 1981 | Diana Ross      |     |
| 1981 | Chaka Khan      |     |
| 1981 | Stephanie Mills |     |
| 1982 | Stephanie Mills |     |
| 1982 | Chaka Khan      |     |
| 1982 | Stacy Lattisaw  |     |
| 1982 | Teena Marie     |     |
| 1983 | Diana Ross      |     |
| 1983 | Chaka Khan      |     |
| 1983 | Evelyn King     |     |
| 1984 | Aretha Franklin |     |
| 1984 | Angela Bofill   |     |
| 1984 | Irene Cara      |     |
| 1984 | Donna Summer    |     |
| 1985 | Tina Turner     |     |
| 1985 | Sheila E.       |     |
| 1985 | Chaka Khan      |     |
| 1986 | Aretha Franklin |     |
| 1986 | Whitney Houston |     |
| 1986 | Diana Ross      |     |
| 1987 | Whitney Houston |     |
| 1987 | Anita Baker     |     |
| 1987 | Janet Jackson   |     |
| 1987 | Patti LaBelle   |     |
| 1988 | Anita Baker     |     |
| 1988 | Whitney Houston |     |
| 1988 | Janet Jackson   |     |
| 1989 | Whitney Houston |     |
| 1989 | Natalie Cole    |     |
| 1989 | Sade            |     |

### 1990er
| Jahr | Künstler         | Ref   |
| ---- | ---------------- | ----- |
| 1990 | Anita Baker      | [ 1 ] |
| 1990 | Paula Abdul      | [ 1 ] |
| 1990 | Stephanie Mills  | [ 1 ] |
| 1991 | Janet Jackson    | [ 2 ] |
| 1991 | Regina Belle     | [ 2 ] |
| 1991 | Mariah Carey     | [ 2 ] |
| 1991 | Miki Howard      | [ 2 ] |
| 1991 | Lisa Stansfield  | [ 2 ] |
| 1992 | Mariah Carey     |       |
| 1992 | Natalie Cole     |       |
| 1992 | Whitney Houston  |       |
| 1993 | Patti LaBelle    | [ 3 ] |
| 1993 | Mary J. Blige    | [ 3 ] |
| 1993 | Mariah Carey     | [ 3 ] |
| 1993 | Vanessa Williams | [ 3 ] |
| 1994 | Whitney Houston  |       |
| 1994 | Toni Braxton     |       |
| 1994 | Mariah Carey     |       |
| 1994 | Janet Jackson    |       |
| 1995 | Anita Baker      | [ 4 ] |
| 1995 | Toni Braxton     | [ 4 ] |
| 1995 | Janet Jackson    | [ 4 ] |
| 1996 | Mariah Carey     | [ 5 ] |
| 1996 | Anita Baker      | [ 5 ] |
| 1996 | Brandy           | [ 5 ] |
| 1997 | Toni Braxton     | [ 6 ] |
| 1997 | Brandy           | [ 6 ] |
| 1997 | Mariah Carey     | [ 6 ] |
| 1998 | Mariah Carey     | [ 7 ] |
| 1998 | Mary J. Blige    | [ 7 ] |
| 1998 | Toni Braxton     | [ 7 ] |
| 1999 | Janet Jackson    |       |
| 1999 | Aaliyah          |       |
| 1999 | Brandy           |       |

### 2000er
| Jahr        | Künstler        | Ref    |
| ----------- | --------------- | ------ |
| 2000        | Lauryn Hill     | [ 8 ]  |
| 2000        | Brandy          | [ 8 ]  |
| 2000        | Whitney Houston | [ 8 ]  |
| 2001        | Toni Braxton    |        |
| 2001        | Whitney Houston |        |
| 2001        | Kelly Price     |        |
| 2002        | Aaliyah         |        |
| 2002        | Mary J. Blige   |        |
| 2002        | Alicia Keys     |        |
| 2003 (Jan.) | Mary J. Blige   | [ 9 ]  |
| 2003 (Jan.) | Ashanti         | [ 9 ]  |
| 2003 (Jan.) | Jennifer Lopez  | [ 9 ]  |
| 2003 (Nov.) | Aaliyah         | [ 10 ] |
| 2003 (Nov.) | Ashanti         | [ 10 ] |
| 2003 (Nov.) | Beyoncé         | [ 10 ] |
| 2004        | Alicia Keys     | [ 11 ] |
| 2004        | Beyoncé         | [ 11 ] |
| 2004        | Janet Jackson   | [ 11 ] |
| 2005        | Mariah Carey    | [ 12 ] |
| 2005        | Ciara           | [ 12 ] |
| 2005        | Fantasia        | [ 12 ] |
| 2006        | Mary J. Blige   | [ 13 ] |
| 2006        | Mariah Carey    | [ 13 ] |
| 2006        | Keyshia Cole    | [ 13 ] |
| 2007        | Rihanna         | [ 14 ] |
| 2007        | Beyoncé         | [ 14 ] |
| 2007        | Fantasia        | [ 14 ] |
| 2008        | Rihanna         | [ 15 ] |
| 2008        | Mary J. Blige   | [ 15 ] |
| 2008        | Alicia Keys     | [ 15 ] |
| 2009        | Beyoncé         | [ 16 ] |
| 2009        | Keyshia Cole    | [ 16 ] |
| 2009        | Keri Hilson     | [ 16 ] |

### 2010er
| Jahr | Künstler      | Ref    |
| ---- | ------------- | ------ |
| 2010 | Rihanna       | [ 17 ] |
| 2010 | Alicia Keys   | [ 17 ] |
| 2010 | Sade          | [ 17 ] |
| 2011 | Beyoncé       | [ 18 ] |
| 2011 | Rihanna       | [ 18 ] |
| 2011 | Kelly Rowland | [ 18 ] |
| 2012 | Beyoncé       | [ 19 ] |
| 2012 | Mary J. Blige | [ 19 ] |
| 2012 | Rihanna       | [ 19 ] |
| 2013 | Rihanna       | [ 20 ] |
| 2013 | Ciara         | [ 20 ] |
| 2013 | Alicia Keys   | [ 20 ] |
| 2014 | Beyoncé       | [ 21 ] |
| 2014 | Jhené Aiko    | [ 21 ] |
| 2014 | Mary J. Blige | [ 21 ] |
| 2015 | Rihanna       | [ 22 ] |
| 2015 | Beyoncé       | [ 22 ] |
| 2015 | Janet Jackson | [ 22 ] |
| 2016 | Rihanna       | [ 23 ] |
| 2016 | Beyoncé       | [ 23 ] |
| 2016 | Janet Jackson | [ 23 ] |
| 2017 | Beyoncé       | [ 24 ] |
| 2017 | Kehlani       | [ 24 ] |
| 2017 | Rihanna       | [ 24 ] |
| 2018 | Rihanna       | [ 25 ] |
| 2018 | Ella Mai      | [ 25 ] |
| 2018 | SZA           | [ 25 ] |
| 2019 | Beyoncé       | [ 26 ] |
| 2019 | Ella Mai      | [ 26 ] |
| 2019 | Lizzo         | [ 26 ] |

### 2020er
| Jahr | Künstler         | Ref    |
| ---- | ---------------- | ------ |
| 2020 | Doja Cat         | [ 27 ] |
| 2020 | Jhené Aiko       | [ 27 ] |
| 2020 | Summer Walker    | [ 27 ] |
| 2021 | Doja Cat         | [ 28 ] |
| 2021 | H.E.R.           | [ 28 ] |
| 2021 | Jazmine Sullivan | [ 28 ] |
| 2021 | Jhené Aiko       | [ 28 ] |
| 2021 | SZA              | [ 28 ] |
| 2022 | Beyoncé          | [ 29 ] |
| 2022 | Doja Cat         | [ 29 ] |
| 2022 | Muni Long        | [ 29 ] |
| 2022 | Summer Walker    | [ 29 ] |
| 2022 | SZA              | [ 29 ] |

## Mehrfachsieger
7 Awards
- Beyoncé
- Rihanna

4 Awards
- Mariah Carey
- Aretha Franklin

3 Awards
- Anita Baker
- Whitney Houston
- Diana Ross

2 Awards
- Aaliyah
- Mary J. Blige
- Toni Braxton
- Doja Cat

### Mehrfachnominierte
12 Nominierungen
- Beyoncé

10 Nominierungen
- Rihanna

9 Nominierungen
- Mariah Carey

8 Nominierungen
- Aretha Franklin
- Janet Jackson
- Whitney Houston

7 Nominierungen
- Mary J. Blige

4 Nominierungen
- Anita Baker
- Toni Braxton
- Natalie Cole
- Diana Ross